# Харамийска дупка
Харамийската дупка е пропастна пещера в Западните Родопи, България (община Девин).

## Местоположение
Намира се срещу пещерата Дяволското гърло в защитената местност Триградско ждрело, на 1 км от село Триград и на 26 км от град Девин.

## История
До 1977 г. е известна като две отделни пещери – Харамийска 1 и Харамийска 2.
Първото известно проучване (на Харамийска 2) е направено през юни 1924 г. от експедиция на Царския природонаучен музей. През 1965 г. пещерата е картирана от Л. Попов. През 1977 г. пещерняци изследват горната пещера и осъществяват връзката ѝ с долната. В периода 1981 – 1983 г. в пещерата са проведени археологически разкопки, ръководени от Христина Вълчанова от ОИМ – Смолян. Открити са керамични фрагменти, оръдия на труда, тъкачески инвентар от късните каменно-медна (IV хил. пр.н.е.) и бронзова епоха. Част от находките са преместени в Историческия музей в Смолян.

## Описание
Пещерата представлява две свързани с 43-метрова пропаст пещери. Общата дължина на пещерата е 510 метра, наклонът е 45 градуса, мястото е с повишена влажност и на места с лед.
В пещерата, която не е електрифицирана, се влиза само с водач и специална екипировка. Информация за реда на влизане в пещерата може да се получи от касата или екскурзовода на пещерата Дяволското гърло. Желателно е предварително записване. Местата в групата за влизане са ограничени. Сборното място е сутрин до 10 часа на паркинга пред Дяволското гърло.
До входа на Харамийската пещера се стига след 20 метра вертикално изкачване с помощта на водач и алпийска екипировка. До голямата зала вътре се слиза след 43-метрово спускане с въже надолу. Вътре в пещерата са открити археологически находки от времето на халколита и бронзовата епоха – оръдия на труда, инструменти за тъкане и керамика. При входа посетителите могат да видят декоративна композиция, изобразяваща първобитни хора.
Цената за вход е 40 лева.